# 국민군단
대조선국민군단(大朝鮮國民軍團)은 1914년 6월 10일 하와이 오아후(Oahu)섬 코올아우(Koolau)지방 카할루우(Kahaluu)의 아후이마누(Ahuimanu) 농장에서 박용만(朴容萬)과 노백린 등의 주도하에 창설된 독립군사관을 양성할 목적으로 만든 군사교육단체다. 이는 대한인국민회의 연무부를 확대·개편한 것으로서 항일무력투쟁에 대비한 군대를 양성하기 위함이었다. 약칭은 국민군단(國民軍團) 또는 국민군(國民軍)이다.

## 같이 보기
- 대한인국민회
- 박용만
- 노백린
- 국민군
- 한국의 독립 운동